# Minotetrastichus platanellus
Minotetrastichus platanellus är en stekelart som först beskrevs av Mercet 1922.  Minotetrastichus platanellus ingår i släktet Minotetrastichus och familjen finglanssteklar. Inga underarter finns listade i Catalogue of Life.